# إدارة مطارات جرينلاند
إدارة مطارات جرينلاند  (بالجرينلاندية: Mittarfeqarfiit؛ بالدنماركية: Grønlands Lufthavnsvæsen)، هي المشغل الوطني لمطارات جرينلاند.
الإدارة ملك للسلطات الجرينلاندية، وهي تدير 59 مطارا، منها 47 فقط تستقبل طائرات الهليكوبتر و12 فقط تستقبل الطائرات.
إدارة مطارات هذه تشغل حوالي 400 شخصا أغلبهم يعملون في المطارات الإثنتي عشر الكبرى.
يذكر أنه على ذمة الإدارة فندقين يوجدان في كل من مطار كانجرلوسواك ومطار نارسارسواك، وكذلك تدير مدرسة للملاحة الجوية في نارسارسواك.